# Женска занатска школа у Лесковцу
Женска занатска школа у Лесковцу радила је под тим именом од 1922. до 1946. године, не прекидајући рад ни за време Другог светског рата. Налазила се у кући коју је уступила Наталија М. К. Илић, а у наредним годинама се радило на томе да се добије нови плац и изгради нови објекат који је освећен 23. октобра 1927. године. Велике заслуге за рад школе имала је Јелена П. Илић, супруга индустријалца Петра К. Илића.

## Школска 1941/42.
Школа је почела са радом 1. октобра 1941. године. Уписано је 54 ученице: I припремни разред 12, II припремни разред 10, I стручни разред 15, II стручни разред 11 и атеље 6.
Наставу су држале стручно школске учитељице. Даринка Ничић је предавала рубље с цртањем кроја; Радмила Димитријевић практични одело и народни вез и декоративно цртање; Јеросима Ристи одело и српски језик; Љубица Грчић одело и народни вез; Радмила Митровић рубље и рачун; Милица Ивковић одело и народни вез; Даринка Даскаловић одело; Лепосава Голубовић историју, хигијену, познавање робе; Љубица Секулић одело и народни вез.

## Школска 1942/43.
У школској 1942/43. години настава је почела 8. септембра 1942. године. Радио се под истим условима као и у претходној наставној години. 
- Марија Хаџи Ристић предавала је народни вез;
- Радмила Димитријевић рубље;
- Јеросима Ристић одело и српски језик;
- Љубица Грчић рубље и одело;
- Радмила Митровић рубље и рачун;
- Милица Ивковић одело и народни вез;
- Даринка Даскаловић одело;
- Лепосава Голубовић историју, хигијену, познавање робе, декоративно цртање и гимнастику.

Школу су похађале 52 ученице: I припремни разред 14, II припремни разред 8, I стручни разред 13, II стручни разред 9 и атеље 8. Редовна настава трајала је до 20. јуна 1943. године. На крају године, 27. јуна 1943. године, организована је изложба ђачких радова која је била сређена и прегледна.

## Школска 1943/44.
Редовна настава почела је 6. септембра 1943. године. Школу је похађало 51 ученица: I припремни разред 11 ученица, II припремни разред 8, I стручни разред 9 и II стручни разред 8 и атеље 15 ученица. Наставнички савет је решио да од 1. септембра 1943. године изврши поделу предмета. Настава је поверена стручним учитељицама:
- Јеросима Ристић – рубље у I припремном разреду и српски језик у свим разредима;
- Љубица Грчић – одело у II припремном разреду и I стручном разреду;
- Радмила Пешић – рубље у I стручном разреду и атељеу;
- Милица Ивковић – одело у II стручном разреду и рубље у II припремном разреду;
- Даринка Даскаловић – одело у атељеу;
- Радмила Митровић – рубље у II стручном разреду и хигијену у I и II стручном разреду;
- Лепосава Голубовић – рачун, историју са земљописом и гимнастику у свим разредима, познавање робе у I и II стручном разреду.
- Мирјани Шурковић – декоративно цртање у свим разредима, народни вез у I и II припремном разреду;
- Марији Х. Ристић – народни вез у I и II стручном разреду (8 часова), поред дужности управитеља школе.

У току године одржане су пробне вежбе и показна писмена израда с одлуком Наставничког савета од 31. 5. 1944. године одређена као испитивана на завршним испитима атељеа 16. 6. 1944. године и то из рачуна, познавања робе и домаћинства.
У току године школа је припремила и извела позоришни комад „Два наредника“. Приход је намењен сиромашним ученицима.
Наставнички савет на седници од 24. 1. 1944. године решио је да из светосавског фонда дају награде ученицима за најбоље свеске и тематике. Одређене су четири награде: прва од 500 динара, друга 350, трећа 250 и четврта 200 динара.

## Школска 1944/45.
Рад школе је почео 10. децембра 1944. године са 61 ученицом, од тога: I приправни разред 13 ученица, II стручни разред 4 ученице и атеље 7 ученица. Наставу су изводиле: Марија Хаџи Ристић, Јевросима Ристић, Милева Јовић, Радмила Митровић, Лепосава Тасић, Радмила Пешић, Јелица Икић, Мирјана Ћурковић, Даринка Ничић, Даринка Даскаловић, Јелица Димитријевић, Даница Стојановић и Десанка Миленковић.